# Dave Colman
David „Dave“ Christopher John Colman (irrtümlich häufig „Coleman“ geschrieben; * 29. September 1944 in Bristol) ist ein britischer Musiker und Radio-DJ.
Dave Colman ersetzte 1963 bei Casey Jones & The Engineers den Gitarristen Eric Clapton. Da unter anderem die Bezahlung bei Auftritten besser war, kamen er und andere Bandmitglieder 1964 nach Deutschland, wo er seitdem den Großteil seines Lebens verbracht hat. Die Band änderte ihren Namen in Casey Jones & the Governors und hatte mehrere Hits, u. a. Don’t Ha Ha (1965, DE Platz zwei) und Jack The Ripper (1965, DE Platz 9). Nachdem Casey Jones die Band verlassen hatte, benannte sie sich in The Gaslight Union um und hatte weitere Veröffentlichungen. Colman brachte auch eigene Singles heraus.
1969 wurde er Radio-DJ beim Westdeutschen Rundfunk in Köln und hatte bald seine eigene Show, die Dave Colman Show. Er präsentierte auch die Radiothek, Country & Western Aktuell und Freie Fahrt ins Wochenend’. Er blieb bis zum 31. März 1997 freier Mitarbeiter beim WDR. Nach 28 Jahren trennte sich der Sender unschön von Colman, was viele Zuhörer bedauerten.
Außerdem arbeitete er als Songwriter: Mit Günter Lammers zusammen schrieb er 1982 mehrere Lieder für Pussycat.
Von 2013 bis 2023 hatte er seine eigene Musiksendung bei dem Internetradiosender PopStop. Seit Januar 2024 moderiert er die wöchentliche Sendung „Dave Colman-Show“ bei dem Internetradiosender Radio Matchbox.